# Det Tekniske Fakultet for IT og Design
Det Tekniske Fakultet for IT og Design (pseudonym TECH) er et af fem fakulteter på Aalborg Universitet. Det består af fire institutter; Datalogi, Planlægning, Arkitektur og Medieteknologi og Elektroniske Systemer.
Uddannelserne er inden for områderne datalogi, planlægning, teknologi, samfund, elektroniske systemer, arkitektur og design. Fakultetet ledes af en dekan, samt to prodekaner for henholdsvis uddannelse og forskning.